# Campionat del món de ciclisme en pista de 2002
El Campionat Mundial de Ciclisme en Pista de 2002 es va celebrar a Ballerup (Dinamarca) entre el 25 i el 29 de setembre de 2002.
Les competicions es van celebrar al Super Arena de Ballerup. En total es va competir en 15 disciplines, 9 de masculines i 6 de femenines. En aquesta edició van debutar el Scratch masculí i femení, i el Keirin femení.

## Resultats

### Masculí
| Prova                     | Or                                                                             | Argent                                                                     | Bronze                                                                   |
| Velocitat individual      | Sean Eadie · Austràlia                                                         | Jobie Dajka · Austràlia                                                    | Florian Rousseau · França                                                |
| Velocitat per equips      | Regne Unit · Chris Hoy · Craig MacLean · Jamie Staff                           | Austràlia · Jobie Dajka · Ryan Bayley · Sean Eadie                         | Alemanya · Jens Fiedler · Sören Lausberg · Carsten Bergemann             |
| Persecució individual     | Bradley McGee · Austràlia                                                      | Luke Roberts · Austràlia                                                   | Jens Lehmann · Alemanya                                                  |
| Persecució per equips     | Austràlia · Peter Dawson · Brett Lancaster · Stephen Wooldridge · Luke Roberts | Alemanya · Jens Lehmann · Sebastian Siedler · Christian Bach · Guido Fulst | Regne Unit · Chris Newton · Paul Manning · Bradley Wiggins · Bryan Steel |
| Quilòmetre contrarellotge | Chris Hoy · Regne Unit ·                                                       | Arnaud Tournant · França ·                                                 | Shane Kelly · Austràlia ·                                                |
| Cursa per punts           | Chris Newton · Regne Unit ·                                                    | Franz Stocher · Àustria ·                                                  | Juan Curuchet · Argentina ·                                              |
| Keirin                    | Jobie Dajka · Austràlia                                                        | José Antonio Villanueva · Espanya                                          | René Wolff · Alemanya                                                    |
| Madison                   | Jérôme Neuville · Franck Perque · França ·                                     | Roland Garber · Franz Stocher · Àustria ·                                  | Juan Curuchet · Edgardo Simón · Argentina ·                              |
| Scratch                   | Franco Marvulli · Suïssa ·                                                     | Tony Gibb · Regne Unit ·                                                   | Stefan Steinweg · Alemanya ·                                             |

### Femení
| Prova                     | Or                                            | Argent                       | Bronze                         |
| Velocitat individual      | Natàl·lia Tsilínskaia · Belarús               | Kerrie Meares · Austràlia    | Katrin Meinke · Alemanya       |
| Persecució individual     | Leontien Zijlaard-Van Moorsel · Països Baixos | Olga Slyusareva · Rússia     | Katherine Bates · Austràlia    |
| 500 metres contrarellotge | Natàl·lia Tsilínskaia · Belarús               | Nancy Contreras · Mèxic      | Kerrie Meares · Austràlia ·    |
| Cursa per punts 25 km     | Olga Slyusareva · Rússia ·                    | Lada Kozlíková · Txèquia     | Vera Carrara · Itàlia ·        |
| Scratch                   | Lada Kozlíková · Txèquia                      | Rochelle Gilmore · Austràlia | Olga Slyusareva · Rússia ·     |
| Keirin                    | Li Na · R.P. de la Xina                       | Clara Sanchez · França       | Rosealee Hubbard · Austràlia · |

## Medaller
| Pos. | País            | Or | Plata | Bronze | Total |
| 1    | Austràlia       | 4  | 5     | 4      | 13    |
| 2    | Regne Unit      | 3  | 1     | 1      | 5     |
| 3    | Belarús         | 2  |       |        | 2     |
| 4    | França          | 1  | 2     | 1      | 4     |
| 5    | Rússia          | 1  | 1     | 1      | 3     |
| 6    | Txèquia         | 1  | 1     |        | 2     |
| 7    | R.P. de la Xina | 1  |       |        | 1     |
| 7    | Països Baixos   | 1  |       |        | 1     |
| 7    | Suïssa          | 1  |       |        | 1     |
| 10   | Àustria         |    | 2     |        | 2     |
| 11   | Alemanya        |    | 1     | 5      | 6     |
| 12   | Espanya         |    | 1     |        | 1     |
| 12   | Mèxic           |    | 1     |        | 1     |
| 14   | Argentina       |    |       | 2      | 2     |
| 15   | Itàlia          |    |       | 1      | 1     |